# Superstraattaal
Een superstraattaal is het tegenovergestelde van het substraattaal. Als een bepaalde taal de andere vervangt, dan wordt de nieuwkomer een superstraat genoemd en de bestaande taal een substraat.
In het geval van het Gallo-Romaans, een voorloper van het Frans, is het vulgair Latijn het superstraat en het Gallisch het substraat.
Dit woord wordt ook gebruikt in het geval van het opleggen van taalkundige elementen bij een bepaalde taal zoals wat het Oudengels onderging na 1066 door het Normandisch-Frans. De Neo-Latijnse en Neo-Griekse samenstellingen die door de Europese talen (en nu wereldwijd) om wetenschappelijke onderwerpen (anatomie, medicijn, botanie, zoölogie, en andere –logie woorden etc.) te beschrijven, kunnen ook beschouwd worden als superstraat-invloeden, ofschoon het begrip adstraattaal hiervoor ook gebruikt kan worden.
Het woord superstraat is afgeleid van het Latijnse super dat boven betekent, en van stratum; een stratum is een laag of een vlak.